# ミトーセル
ミトーセル（MITOCELL）とは、開明伸銅が開発した黄銅（真鍮）製の異型中空棒の名称である。
引抜管とは異なり、押出成形時に中空形状とするため、外形内形共に丸以外の形状（異型形状）の製造を可能にする。これにより従来不可能であった切削加工を押出加工で実現した。
「製品の中を見通せる」「未来を見通せる」という意味からネーミングされた。
2011年8月商標登録。

## 特徴
- 従来の切削加工ではできない形状が製造可能である
- 中空部の空間を作成済みのため加工工程の短縮が可能になる
- 複雑な形状で空間が作れるため、無駄な切削加工が不要となる
- RoHS規制に対応した材質を使用している

## 受賞履歴
2010年　京都中小企業技術賞 優秀賞受賞

## 関連事項
- RoHS規制